# Red de Información Ambiental de Andalucía
La Red de Información Ambiental de Andalucía (REDIAM), creada por Ley 7/2007, de Gestión Integrada de la Calidad Ambiental (GICA) (artículo 9), es el instrumento que reúne, produce y difunde información actualizada sobre el medio ambiente en Andalucía y es uno de los primeros sistemas de información ambiental compartido de Europa.

## Objeto
La REDIAM tiene como objeto la integración de toda la información sobre el medio ambiente andaluz generada por todo tipo de centros productores de información ambiental en la Comunidad Autónoma para facilitar el conocimiento y acceso a la misma por parte de todos los potenciales usuarios. Está regulada por el Decreto 347/2011, de 22 de noviembre, a través del cual se concreta su estructura y funcionamiento.

## Antecedentes
Desde 1984, la Administración ambiental de la Junta de Andalucía ha desarrollado un trabajo de selección, recopilación, coordinación e integración en un único sistema de la información sobre el estado del medio ambiente y los recursos naturales de la Comunidad Autónoma de Andalucía. Este programa, que empezó denominándose SinambA (Sistema de información ambiental de Andalucía), es el antecedente de la REDIAM y constituye su núcleo tecnológico normalizador en cuanto a contenidos bases de referencia, metadatos, etc.
La REDIAM se concibe como una estructura que, optimizando los recursos humanos y materiales aplicados a la gestión y a la  investigación, es capaz de producir y recopilar información ambiental de Andalucía, a la vez que facilita a la ciudadanía en general y a los científicos, técnicos y gestores en particular, herramientas que permiten atender sus demandas e inquietudes,  contribuyendo a la correcta planificación y gestión de las actuaciones ambientales.

## Nodos de la REDIAM
La Consejería de Medio Ambiente es la encargada de la organización, gestión y evaluación de la REDIAM. Como Red, está compuesta por entidades de distinta naturaleza, tanto pública como privada. Todas ellas han suscrito acuerdos de colaboración con la REDIAM, constituyendo en la actualidad una Red con más de 130 entidades, destacando universidades, centros de investigación, empresas y organizaciones sociales, entre las que se fomenta el intercambio de información y de conocimiento en temas relativos al medio ambiente.
Para el conjunto de Andalucía, la REDIAM constituye el Punto Focal Autonómico de la Red Europea de Información y Observación sobre el Medio Ambiente (EIONET) que impulsa y coordina la Agencia Europea de Medio Ambiente (AEMA).

## Canal de la REDIAM
El Canal de la Red de Información Ambiental es el instrumento en internet que impulsa y facilita la comunicación y difusión de información ambiental entre las entidades, centros asociados y personas usuarias de la REDIAM.
Es el escaparate de la información ambiental de la REDIAM, así como garantiza y refuerza el cumplimiento de las obligaciones de la Consejería de Agricultura, Pesca y Medio Ambiente derivadas de la normativa de acceso a la información ambiental internacional, nacional y autonómica, así como de la Directiva INSPIRE (Infrastructure for Spatial Information in Europe),.
Pone a disposición de los agentes implicados en la producción, explotación y difusión de la información ambiental una herramienta permanente que permite, a través de Internet, la interacción y la participación de todos en la creación y puesta en valor de la información ambiental sobre Andalucía.
En el Canal web de la REDIAM se han integrado de los siguientes servicios:
- Servicio de Catálogo de Información:[9] contiene el inventario de la información ambiental de Andalucía accesible a través de la REDIAM. Incorpora mecanismos de búsqueda que permiten al usuario filtrar y consultar, de una forma estructurada, la información ambiental del Catálogo.
- Servicio de Descargas de Información:[10] permite que la información ambiental disponible en el Canal sea descargable por los usuarios.
- Servicio de registro y gestión de Solicitudes de Información:[11] a través del cual la ciudadanía puede realizar solicitudes de información ambiental a la Consejería de Medio Ambiente y Ordenación del Territorio, Fomento y Vivienda.
- Servicio Visualizador de Información espacial y servidor de mapas:[12] el Canal de la REDIAM dispone de visores que permiten la consulta de la información geográfica por parte de los usuarios. El servidor de mapas desarrollado permite compartir información espacial, visualizarla y operar con datos propios y remotos. Asimismo, ofrece servicios de acceso a grandes volúmenes de información georreferenciada, que cumplen los estándares aprobados por el Open Geospatial Consortium (OGC): Web Map Service (WMS), Web Feature Service (WFS) y Web Coverage Service (WCS).
- Canal web para los socios de la REDIAM:[13] constituye un área colaborativa para los socios de la REDIAM que mejora el entorno de trabajo ya establecido entre las entidades que conforman la REDIAM, potenciando un mejor aprovechamiento de las sinergias creadas entre ellos.

## Estructura y funcionamiento de la REDIAM
El 2 de diciembre de 2011 se publicó en el BOJA el Decreto regulador de la estructura y funcionamiento de la Red de Información Ambiental de Andalucía: Decreto 347/2011, de 22 de noviembre. El texto dota de cobertura normativa a la REDIAM que, desde su creación, se ha consolidado como uno de los más extensos y completos sistemas de gestión del conocimiento ambiental de Europa, con casi 3.000 colecciones de datos y más de 1.300 servicios cartográficos ‘en línea’.
Como principales aportaciones, el Decreto clarifica los procedimientos de incorporación de los centros productores de información, refuerza los mecanismos de participación ciudadana y define la estructura del sistema, las características de contenido y su coordinación con otras redes de ámbito autonómico, nacional o internacional, especialmente el Sistema Estadístico y Cartográfico de Andalucía y el Inventario Español del Patrimonio Natural y la Biodiversidad.
Además de recoger los principios básicos de objetividad, fiabilidad, actualización, seguridad e independencia que rigen los sistemas de información, la norma garantiza también otros criterios novedosos como el de la ‘neutralidad tecnológica’, para que los datos digitalizados sean accesibles en formatos abiertos y estandarizados. Asimismo, incluye disposiciones que obligan a la Administración a prestar atención, orientación y asistencia en las consultas y solicitudes de la ciudadanía, con indicaciones claras sobre dónde puede encontrarse la información requerida.
La cobertura normativa aprobada para la REDIAM establece también los contenidos que obligatoriamente deben difundirse, al menos a través de su Canal en internet. Entre ellos, figuran los programas y planes de la Administración en materia ambiental; los informes oficiales sobre el estado del medio ambiente, los textos de tratados, convenios y acuerdos internacionales; las autorizaciones ambientales y de control de la contaminación; los estudios de impacto y evaluaciones riesgo, y la información geográfica incluida en la Infraestructura de Datos Espaciales de Andalucía.